# Дмитровец
Дмитровец — пограничный городок-крепость Великого княжества Литовского на реке Угре, существовавший в XV—XVI веках. Являлся центром волости и выполнял оборонительные функции на границе с Великим княжеством Московским. В литовских источниках он называется Дмитровом, в московских — Дмитровцем для отличия от более крупного города Дмитрова на Яхроме.
По мнению историка Константина Аверьянова, Дмитровец был основан литовским князем Дмитрием-Корибутом Ольгердовичем. С этой гипотезой был не согласен Виктор Темушев. Первое упоминание Дмитровца в русских летописях датировано 1408 годом, когда он был сожжён московским войском. После этого в Дмитровце были сооружены более мощные укрепления. Некоторые исследователи высказали предположение, что во время знаменитого стояния на Угре 1480 года близ Дмитровца имело место сражение при попытке ордынцев переправиться через местный брод. В отличие от других порубежных литовских крепостей Дмитровец не пострадал от ордынского разорения, которое при отступлении учинил хан Ахмат в отместку за отсутствие обещанной помощи со стороны литовского великого князя.
Как и ряд других пограничных городов, Дмитровец был занят войсками Русского государства во время русско-литовской войны 1487—1494 годов и передан в управление удельному князю Семёну Фёдоровичу Воротынскому. Однако по мирному договору Иван III вновь вернул Дмитровец Литве. Дмитровец пришёл в запустение в течение XVI века, после того как граница обоих государств сместилась на запад. Под названием Demetriouicz отмечен на карте Сигизмунда Герберштейна. Последнее (вероятно, инерционное) упоминание Дмитровца в источниках датируется началом XVII века.
Дмитровец отождествляется с городищем Жары 1 на правом берегу реки Угры, в 2 км выше устья реки Вори, открытым археологами Г. А. Массалитиной и И. В. Болдиным.